# Węglik żelaza
Węglik żelaza – metastabilna faza pośrednia (faza przejściowa, nazywana również fazą międzymetaliczną), powstająca w wyniku uporządkowania rozmieszczenia atomów węgla, występujących w roztworach stałych węgla w sieci krystalicznej żelaza. Węgliki są związkami niestechiometrycznymi (bertolidy).
Węgiel tworzy węgliki z metalami przejściowymi grup IVA do VIIA i z żelazem. Według Goldschmidta wyróżnia się węgliki o sieci krystalicznej:
- regularnej typu NaCl (B1); związki międzywęzłowe, np. TiC, ZrC
- heksagonalnej typu WC (B6) i Mo2C (C6); związki międzywęzłowe, np. V2C, W2C, Fe2C
- złożonej układu rombowego, którym przypisuje się wzór Me3C, np. Fe3C, Mn3C, Co3C i Ni3C.

Ziarna węgliku Fe3C – cementytu – (o różnej wielkości i kształcie) należą do najważniejszych elementów struktury stali i żeliwa (zobacz: wykres fazowy Fe–Fe3C). Powstają jako:
- cementyt I-rzędowy (pierwotny) – faza krystalizująca z fazy ciekłej
- cementyt II-rzędowy (wtórny) –  faza krystalizująca z ziaren przesyconego austenitu
- cementyt III-rzędowy –  faza krystalizująca z ziaren przesyconego ferrytu.

Węglik Fe2C występuje w stali hartowanej i niskoodpuszczanej i w dolnym bainicie. W heksagonalnej sieci Fe (A3) atomy węgla są ulokowane w lukach oktaedrycznych. Obsadzana jest co druga warstwa luk. Rzeczywisty skład chemiczny węgliku jest zbliżony do Fe2,4C, ponieważ nie wszystkie luki tych warstw są wypełnione atomami węgla.